# Équipe d'Australie féminine de rugby à XIII
L'équipe d'Australie féminine de rugby à XIII, surnommée les « Jillaroos  » est l'équipe qui représente l'Australie dans les principales compétitions internationales de rugby à XIII. Elle regroupe les meilleures joueuses australiennes.  
À l'inverse de nombre de ses homologues dans le monde, elle bénéficie d'une couverture médiatique remarquable dans son pays d'origine et d'efforts de promotion certains.  
Au début des années 2020, cette équipe est composée essentiellement de joueuses professionnelles, disputant la « National Women's Rugby League »  (championnat australien) et les « Women's state of orgin » (rencontres annuelles entre une sélection du Queensland et de la Nouvelles-Galles du Sud).  

## Histoire
Le premier test-match de la sélection a lieu le 1er juillet 1995 au Lidcome Oval de Sydney avec une défaite face à la Nouvelle-Zélande (14-18).
Mais il faut attendre 2018 pour voir une accélération de la professionnalisation de l'équipe avec l'octroi de primes significatives.

## Personnalités et joueuses notables
À l'aube de la coupe du monde de 2021 on peut citer les trois  co-capitaines de l'équipe :  Sam Bremner, Ali Brigginshaw et Kezie Apps.

## Palmarès

### Parcours dans les compétitions internationales

#### Coupe du monde
| Année | Position    |      | Année     | Position |   | Année | Position |
| 2000  | Troisième   | 2013 | Vainqueur | 2025     |   |       |          |
| 2003  | Demi-finale | 2017 | Vainqueur |          |   |       |          |
| 2008  | Finaliste   | 2021 |           | -        | - |       |          |